# سقوط سایگون
سقوط سایگون پایتخت ویتنام جنوبی به دست ارتش خلق ویتنام و جبهه آزادی ملی در ۳۰ آوریل ۱۹۷۵ رخ داد. سقوط سایگون نشانه شکست آمریکا و جبهه ویتنام جنوبی، پایان جنگ ویتنام و آغاز دوره رسمی کمونیست شدن ویتنام می‌باشد.
نیروهای ارتش ویتنام شمالی تحت فرمان وان تین دونگ یورش‌های خود را به سایگون آغاز نمودند. در جبههٔ مقابل، نیروهای مدافع سایگون تحت فرمان ژنرال نگو وان تون بودند. یورش شمالی‌ها با آتشبار سنگین توپخانه در ۲۹ آوریل آغاز گشت. بعدازظهر فردای آن روز نیروهای شمالی بخش‌های مهمی از شهر را به تصرف خویش درآورده و پرچم ویتنام شمالی را بالای کاخ ریاست جمهوری برافراشتند.